# Swarta Skerries

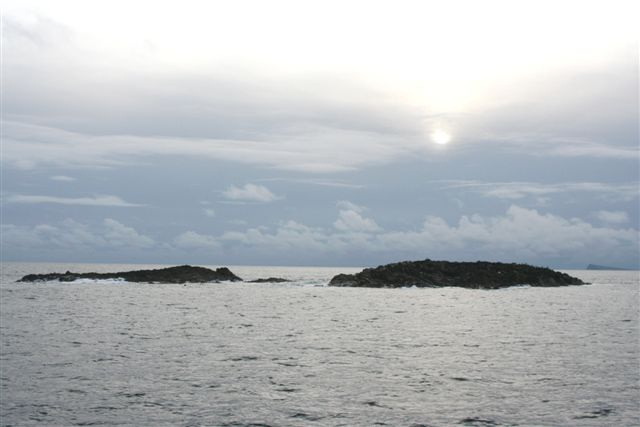
Blick auf die Swarta Skerries

Die Swarta Skerries sind eine Gruppe von Felsen, die im Osten der, zu Schottland zählenden Shetlands eine kleine Insel bilden.

## Geographie
Die Swarta Skerries umfassen einige Felsen, die sich bei Niedrigwasser zu einer kleinen Insel vereinen. Sie liegen 500 Meter östlich von Grif Skerry und 6 Kilometer östlich von Whalsay.

## Historisches
Im Rahmen der historischen Gliederung Schottlands in Civil Parishes zählen die Swarta Skerries zu Nesting.